# Districte de Montgomery
El districte de Montgomery fou una divisió administrativa del Panjab sota domini britànic i després de 1947 de la província del Panjab (Pakistan), la qual va existir del 1865 fins al 1966 quan va agafar el nom de districte de Sahiwal. La superfície era de 12.357 km². Estava situat entre el Sutlej al sud-est, el Ravi paral·lel a l'anterior al nord-oest; els districtes de Lahore, Jhang i Multan al nord-est. L'estat natiu de Bahawalpur estava situat al sud-est així com el districte britànic de Ferozepore. Excepte a les valls dels dos rius i els canals, la resta és un desert d'arena. Canals a ressaltar són el Dhaia, el Khanwah i l'Alt Sohag; el torrent Deg desaigua al Ravi.

## Història
En temps d'Alexandre el Gran el districte estava dominat pels mallis que ocupaven les ciutats de Kamalia i Harappa que foren ocupades pel conqueridor macedònic.
Dominat per l'Imperi Mogol, el seu domini va passar a ser nominal al primer quart del segle XVIII i va quedar dividit entre diverses tribus en perpètua lluita entre elles i contra els invasors de les confederacions sikhs. Les principals tribus musulmanes eren els kharrals, sials, wattus i hans; els sikhs nakkais ocupaven una bona part del districte.
Entre 1804 i 1810 Ranjit Singh va dominar tot el districte excepte una franja a la vora del Sutlej que dominava, a canvi de tribut, el nawab de Bahawalpur, però que també fou ocupada pel maharajà de Lahore el 1830 per manca de pagament del tribut. Vers 1830 quasi tot el districte, excepte el tahsil de Dipalpur i la part del tahsil de Gugera al Cis-Ravi, fou confiada a Diwan Sawan Mai. Els kharrals i sials van aprofitar la primera Guerra Anglo-sikh, per revoltar-se contra Lahore (1845) però foren derrotats. La influència britànica va arribar a la zona el 1847 quan un oficial va efectuar inspeccions per establir els pagaments fiscals de les terres, per orde del resident britànic a Lahore.
El govern directe es va iniciar el 1849 amb l'annexió del Panjab; llavors es va crear el districte de Pakpattan, del que formava part gran part del futur districte de Montgomery; la part del districte a l'altre costat del Ravi hi fou agregada el 1852 i la capital fou traslladada aleshores a Gugera sent designat el territori com a districte de Gugera.
El 1857 s'hi va produir l'única revolta que va tenir lloc al nord del Sutlej: emissaris de Delhi van anar al districte i algunes tribus es van revoltar (els kharrals i alguns clans jutts principalment); els britànics van contenir la revolta fins al 26 d'agost quan els presoners tancats es van revoltar i al mateix temps el cap dels kharrals, Ahmad Khan, que havia estat detingut a Gugera, es va escapar i encara que capturat fou deixat lliure sota paraula i el 16 de setembre es va tornar a revoltar amb altres caps; Kot Kamalia fou saquejada; el major Chamberlain, vingut amb una petita força des de Multan, va quedar assetjat a Chichawatni a la vora del Ravi i la situació fou crítica fins a l'arribada de reforços manats pel coronel Paton des de Lahore; un atac rebel fou rebutjat i després van seguir diversos xocs fins que els rebels foren expulsats de la plana cap a les jungles on foren derrotats i dispersats.
El 1865 es va obrir el ferrocarril i es va fundar una ciutat que fou anomenada Montgomery del nom del lloctinent governador del Panjab Sir Robert Montgomery, que tot seguit fou declarada capital del districte que va agafar el nom de la ciutat.
El 1901 el districte tenia 3 ciutats i 1.371 pobles. La seva població era:
- 1868: 360.445 habitants
- 1881: 426.529 habitants
- 1891: 499.521 habitants
- 1900: 497.706 habitants

Administrativament estava dividit en quatre tahsils:
- Montgomery
- Gugera
- Dipalpur
- Pakpattan

Ciutats i municipalitat eren Montgomery, Kamalia i Pakpattan. La major part de la població (72%) eren musulmans amb un 22% d'hindús i un 5% de sikhs. La llengua general era el panjabi, dialecte occidental, barrejat amb el dialecte multani. El tahsil de Montgomery tenia 3.813 km² i la població el 1901 era de 76.573 habitants.

## Arqueologia
Destaquen els jaciments arqueològics d'Harappa, Kamalia, Akbar, Satghara i Bavanni amb restes d'antigues ciutats. S'han trobat nombroses monedes entre les quals algunes dels kushana. Cuningham va establir la identitat de Kamalia i Harappa amb les ciutats dels mallis conquerides per Alexandre el Gran el 325 aC. S'han trobat també restes a Bavanni i Akbar. Segurament Harappa fou visitada per Hiuen Tsiang. Dipalpur està construïda sobre un antic establiment kushana.
La tomba del santó Baba Farid, a Pakpattan, està datada el 1267 i fou restaurada per Firuz Shah (Khalji 1290-1296 o Tughluk 1325-1351). Hi ha capelles a Shergarh i Hujra.